# 林田スマのサンデースイートショップ
林田スマのサンデースイートショップ（はやしだすまのサンデースイートショップ）は1996年4月からRKB毎日放送（RKBラジオ）で放送されているリクエスト番組である。

## 番組概要
リスナーからのお便りをもとに林田がトークをするのが基本構成。
リクエスト曲をかけたり、エリア内の様々な情報（九州国立博物館や大野城まどかぴあでのイベントなど）を紹介するほか、2024年6月までは単独提供スポンサーであった石村萬盛堂関連の情報も紹介していた。
2019年4月から2020年9月までは林田スマのサタデースイートショップとして土曜日の午前中に放送されていた。

## 放送時間
- 日曜日 20:00〜21:00（JST。放送開始から2019年3月31日まで、2020年10月4日から[1]）

ただし、日曜日にRKBエキサイトホークス（ナイター中継）が放送される場合は時間が変更される。(18時試合開始時に16:55～17:54)
- 土曜日 7:06〜8:00（JST。2019年4月6日から2020年9月26日まで）

## パーソナリティ
- 林田スマ

## スポンサー
- お葬式のあおやぎ(2024年7月～)
- 石村萬盛堂（放送開始～2024年6月）

## エピソード
RKBラジオの福岡本局（周波数1278kHz）は出力が50kwと高く、なおかつ送信所が海上にあることから、電波の飛びがよく、特に夜間の自社制作番組に関しては全国に遠距離受信者が多い。この番組も例外ではなく、地元の福岡・北部九州エリア（山口県を含む）のリスナーのみならず、中国・四国・関西・中部・関東、さらには東北地方といった遠距離リスナーからの投稿も少なくない。